# Baie de la Néva
La baie de la Néva (en russe : Невская губа, Nevskaïa gouba), aussi connue sous le nom de golfe de Kronstadt, est la partie la plus orientale du golfe de Finlande entre l'île de Kotline et l'estuaire de la Neva, où se trouve la ville de Saint-Pétersbourg.
La superficie de la baie est de 329 km2. 
La baie est appelée de façon informelle la « piscine du Marquis » (russe : Маркизова лужа) en mémoire de Jean-Baptiste Prevost de Sansac de Traversay, le ministre de la Marine impériale russe qui considérait les eaux peu profondes de la baie comme un endroit idéal pour la tenue des exercices navals.
Le barrage de Saint-Pétersbourg est situé entre la baie de la Néva et la mer Baltique. 